# Algún día, en algún lugar
Algún día, en algún lugar (en inglés: Sometime, Somewhere) es un largometraje documental de 2023 producido entre Argentina y Estados Unidos. Escrito y dirigido por Ricardo Preve, el filme cuenta la historia de un grupo de inmigrantes hispanos y latinoamericanos en Charlottesville, Virginia; relata quiénes son y por qué abandonaron sus hogares, qué sucedió con ellos cuando llegaron a Estados Unidos y cuáles son sus esperanzas para el futuro.
La película cuenta con la participación de abogados y médicos que trabajan junto con los inmigrantes y activistas de la comunidad, y ha sido proyectada en varios festivales internacionales, logrando premios y nominaciones.

## Sinopsis
El primer acto de la película trata acerca de las razones por las cuales miles de personas escapan del país latinoamericano en donde viven. Los inmigrantes entregan testimonios acerca de lo que motivó su viaje a los Estados Unidos, relatan historias de carteles de droga y violencia doméstica y hablan sobre diversas razones económicas que los llevaron a huir: pobreza, cambio climático, y falta de oportunidades económicas. 
El segundo acto comienza con escenas de Las uvas de la ira (1940), película protagonizada por Henry Fonda y dirigida por John Ford. El historiador cinematográfico, el doctor Kevin Hagopian, explica la conexión del filme con la inmigración del presente. Luego hace un repaso por otros ejemplos de historias de inmigración forzada hacia los Estados Unidos: la huida de los irlandeses por la hambruna, y la problemática de afroamericanos esclavizados.
La película continúa con entrevistas y testimonios de inmigrantes acerca de los desafíos de vivir como persona indocumentada en Estados Unidos. Dentro de los participantes se encuentra una mujer nativa y oriunda de Guatemala, quien vive en una iglesia como refugiada, dos hombres dueños de una pizzería, una pareja que trabaja en un aserradero y un reparador de aires acondicionados, entre otros.
En el filme se presentan tres abogados de inmigración quienes trabajan junto a inmigrantes intentando evitar su deportación, un organizador comunitario puertorriqueño que lucha por los derechos de los inmigrantes, dos médicos que se especializan en ofrecer servicios de salud bilingüe, y el jefe de policías de Charlottesville, quien relata las traumáticas consecuencias que trajeron al pueblo los ataques por parte de los supremacistas blancos en agosto del 2017.
El último capítulo trata sobre una organización sin fines de lucro llamada Sin Barreras, dirigida por un exmarine y activista hispano que lucha por los derechos de los inmigrantes, una mujer que le enseña a conducir a los inmigrantes para que puedan obtener su licencia de conducir de Virginia, y un pintor mexicano quien, por los últimos quince años, ha estado organizando torneos de futbol para todos los inmigrantes latinoamericanos e hispanos.
El filme también cuenta con la participación de Seth Michelson, poeta y profesor en la Universidad de Washington y Lee en Lexington, Virginia. Michelson trabaja con niños inmigrantes e indocumentados, los cuales son privados de la libertad en cárceles de máxima seguridad, enseñándoles a escribir poesía. El filme termina con varias reflexiones de los personajes involucrados.

## Contexto, producción y estreno

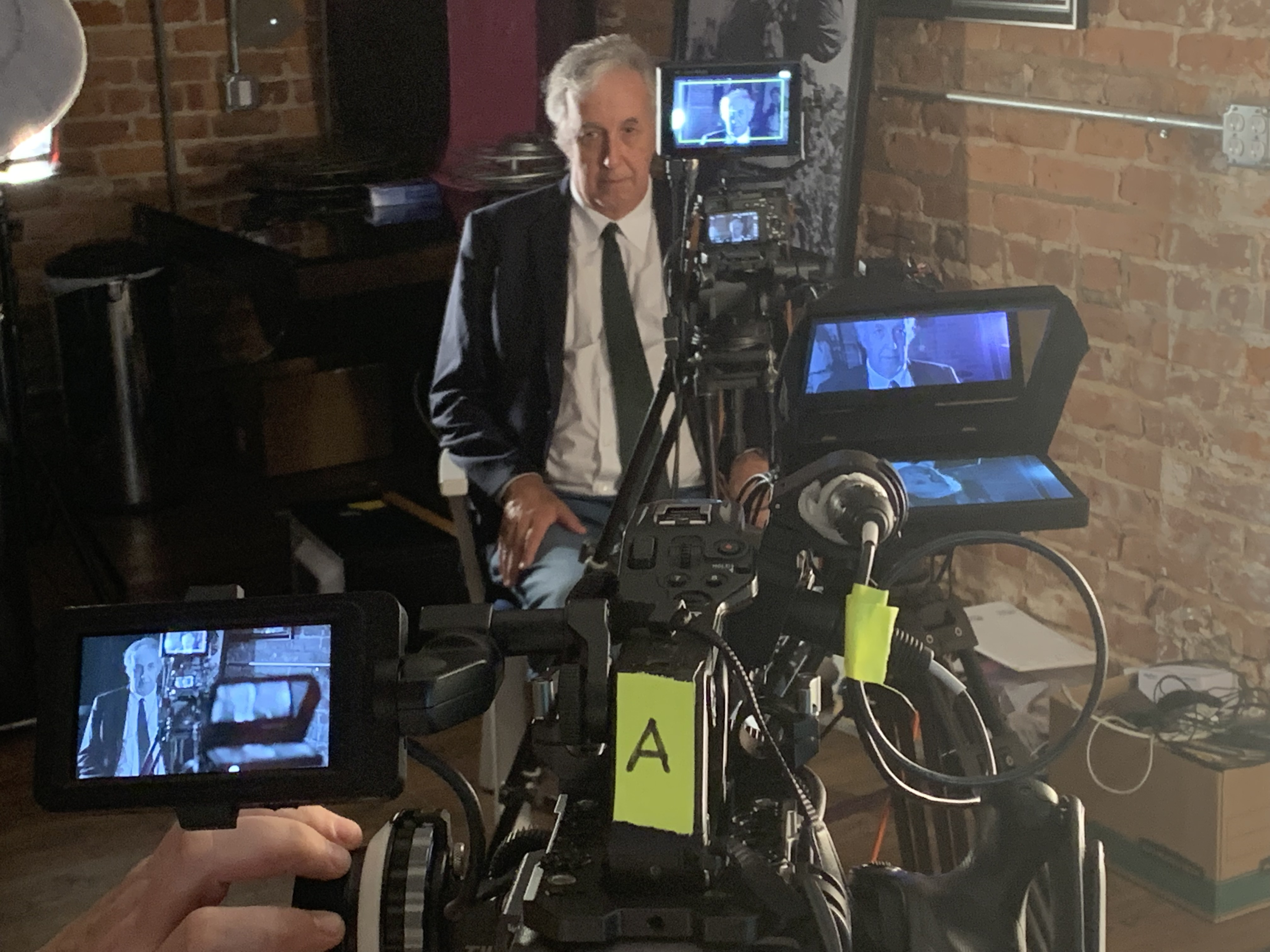
Ricardo Preve durante el rodaje de la película (2022).

Preve partió de su propia experiencia como inmigrante llegado desde Argentina en 1977 para llevar a cabo este filme, el cual fue grabado en su totalidad en Virginia Central. El rodaje principal se realizó en agosto del 2022, a lo largo de un período de tres semanas, con un equipo de producción que viajó desde Argentina, y con personajes que pertenecen a la comunidad inmigrante de Charlottesville.
Desde el inicio de la producción, la intención de Preve fue de filmar todo el documental en blanco y negro, y tanto el diseño de producción como la fotografía se llevó a cabo partiendo de esa idea. Una segunda unidad fue enviada al área de Washington D. C.. Preve y el director de fotografía, Leonardo Val, filmaron material adicional en Charlottesville durante enero de 2023.
La edición y posproducción de la película fue realizada en Buenos Aires, Argentina, a principios del 2023. Durante ese año, la película inició sus presentaciones públicas con la selección oficial del 36° Festival de Cine de Virginia con una proyección el día 28 de octubre de 2023, en la Universidad de Virginia. Previo a la proyección, Preve recibió el Premio Gov. Gerald L. Baliles Founders, como reconocimiento por sus contribuciones al cine en Virginia.
El documental también fue selección oficial en el octavo Festival Internacional de Cine de Golden Gate, donde recibió una nominación a mejor fotografía y ganó el premio a mejor película extranjera. También fue selección oficial en la decimoquinta edición del Festival Internacional de Cine Latino, Uruguayo y Brasileño en Punta del Este, Uruguay, donde ganó el premio a mejor documental, y obtuvo una mención honorífica a mejor documental internacional en el Festival Academia de Cine Antigua. En 2024, logró una nominación como mejor documental en el Iberoamerican Film Festival de Miami.

## Premios y nominaciones
| Año  | Evento                                                              | Premio o Categoría                                  | Receptor                  | Resultado | Ref.   |
| ---- | ------------------------------------------------------------------- | --------------------------------------------------- | ------------------------- | --------- | ------ |
| 2023 | Festival Internacional de Cine de Golden Gate                       | Mejor fotografía                                    | Algún día, en algún lugar | Nominado  | [ 12 ] |
| 2023 | Festival Internacional de Cine de Golden Gate                       | Mejor película extranjera                           | Algún día, en algún lugar | Ganador   | [ 12 ] |
| 2023 | Festival Internacional de Cine Latino, Uruguayo y Brasileño LatinUY | Mejor documental                                    | Algún día, en algún lugar | Ganador   | [ 6 ]  |
| 2023 | Festival de Cine de Virginia                                        | Gov. Gerald L. Baliles Founders Award               | Ricardo Preve             | Ganador   | [ 11 ] |
| 2023 | Festival Academia de Cine Antigua                                   | Mención honorífica a mejor documental internacional | Algún día, en algún lugar | Ganador   | [ 13 ] |
| 2024 | Iberoamerican Film Festival Miami                                   | Mejor documental                                    | Algún día, en algún lugar | Nominado  | [ 14 ] |